# Måns Palmstierna
Måns Palmstierna, född 31 maj 1753 i Stockholm, död 22 april 1815 på Grimstorp i Hömbs socken, var en svensk friherre och militär. Han var far till Nils Fredric och Otto Palmstierna.

## Biografi
Måns Palmstierna var son till Nils Palmstierna och grevinnan Anna Christina Lagerberg. Han blev kadett vid amiralitetet, korpral vid Östgöta kavalleriregemente 1764, student vid Uppsala universitet 1768, livdrabant 1769 och genom byte kornett vid Västgöta kavalleriregemente samma år. Palmstierna blev stabslöjtnant vid Västgöta kavalleriregemente 1775, stabsryttmästare 1784, ryttmästare med kompani 1789 och major 1794. Han blev överstelöjtnant i armén 1800, generaladjutant samt överste i armén 1803. Han blev överstelöjtnant vid Västgöta linjedragonregemente 1805 och var 1808–1811 överste och chef där. Palmstierna bevistade bland annat riksdagarna 1809 i Stockholm och 1810 i Örebro. Han blev riddare av Svärdsorden 1799.